# Luka Bonačić
Luka Bonačić ([lûːka bɔ̌natʃitɕ]; * 2. März 1955 in Split, SFR Jugoslawien, heute Kroatien) ist ein ehemaliger jugoslawischer Fußballspieler und heutiger -trainer. Er hatte unter anderem für den VfL Bochum in der Fußball-Bundesliga gespielt.

## Karriere

### Spielerkarriere

#### Jugend
Bonačić kam am 2. März 1955 in Split zur Welt. Er begann seine Fußballkarriere in der Fußball-Akademie von Split. Er wechselte in die Jugend von Hajduk Split 1969 mit 14 Jahren.

#### Profikarriere
Bereits 1971 unterzeichnete Luka Bonačić einen Vertrag bei Hajduk Split. In vier Jahren absolvierte er 45 Spiele und schoss acht Tore. 1974 wechselte er in die Schweiz zum Grasshopper Club Zürich, wo er in der Saison 1974/75 13 Spiele machte und 5 Tore erzielte und am Ende mit dem Club Dritter wurde. 1976 wechselte er zum NK Maribor, bei denen er zwei Jahre spielte. 1979 wechselte er zum VfL Bochum, wo er sich aber nie durchsetzen konnte und bereits 1980 in die spanische Liga zum CD Málaga wechselte. 1981 wechselte er nach Australien, wo er 1986 seine Karriere bei den Melbourne Knights beendete.

### Trainerkarriere
Den größten Teil seiner Trainerkarriere verbrachte er in Kroatien, dem ehemaligen Jugoslawien, und im Iran.
Nach seinem Karriereende übernahm er 1988 den Central United FC, bevor Bonačić 1991 nach Jugoslawien zurückkehrte und verschiedene Vereine trainierte, unter anderem auch Hajduk Split von 1997 bis 1998. 2003 ging er nach Iran, wo er Foolad Ahvaz und Esteghlal Ahvaz coachte. 2005 übernahm er den albanischen Erstligisten KS Dinamo Tirana, und 2006 kehrte Luka Bonačić nach Kroatien zurück und trainierte wie schon in der Saison 1997/98 Hajduk Split. Doch noch im selben Jahr ging er wieder nach Iran und wurde Trainer von Sepahan Isfahan. Zwei Jahre später ging er nach Dubai zum Al-Nasr SC. Nachdem er kurzzeitig zu Foolad Ahvaz zurückkehrte, trainierte Bonačić bis 2010 Mes Kerman. Im Folgejahr war er erneut Trainer von Sepahan Isfahan, 2012 für einen Monat von NK Zagreb und 2013 erneut von Mes Kerman.
In der Saison 2013/2014 war er Trainer von Zob Ahan Isfahan, bevor er von Januar bis Juni 2014 zu Mes Kerman zurückkehrte. Von 2014 bis 2016 war Bonačić in Katar aktiv, wo er zunächst von Dezember 2014 bis Januar 2016 den Al-Shahania SC und dann von Juli bis Oktober 2016 den al-Ahli SC trainierte. 2017 wurde er zum zweiten Mal Trainer des Gostaresh Foulad FC. Von November 2017 bis Oktober 2018 war er wieder in Katar tätig; diesmal als Trainer des Al-Arabi SC. Von Oktober 2019 bis Februar 2020 war er Trainer des NK Varaždin, 2020 von Juni bis August erneut Trainer von Zob Ahan Isfahan.

## Erfolge

### Als Spieler
- Buffalo-Cup-Sieger 1986 mit Melbourne Knights

### Als Trainer
- Kroatischer Pokal-Finalist 1996 mit NK Varteks